# Leave the World Behind (Film)
Leave the World Behind ist ein Thriller von Sam Esmail mit Julia Roberts und Ethan Hawke in den Hauptrollen. Der Endzeitfilm basiert auf einem gleichnamigen Roman von Rumaan Alam und feierte Ende Oktober 2023 beim AFI Fest seine Weltpremiere, bevor er am 8. Dezember 2023 in das Programm von Netflix aufgenommen wurde.

## Handlung
Die Familie Sanford aus New York entscheidet sich eines Morgens, spontan Urlaub in einem Airbnb-Haus in Long Island zu machen. Mitglieder der Familie sind der Dozent Clay, seine Ehefrau Amanda und ihre beiden Kinder Rose und Archie. Schon auf der Fahrt fällt der Handy- und Internetempfang aus. Als die Familie am Urlaubsort ankommt, sieht Amanda beim Einkaufen in einem Lebensmittelgeschäft einen bärtigen Mann, der große Mengen an Wasser und Konserven kauft. Die Sanfords beziehen das Haus und sind von der luxuriösen Ausstattung beeindruckt.  Rose, die die Serie „Friends“ schaut, kann aufgrund des Internetausfalls nicht die letzte Folge sehen und ist enttäuscht. Clay und Amanda beobachten, wie mehrere Rehe das Grundstück betreten. Als sich die Familie an einem nahe gelegenen Strand entspannt, läuft ein großes Schiff an Land, das im Film als Öltanker bezeichnet wird, möglicherweise aber einem Stückgutfrachter entspricht. Beunruhigt kehren sie nach Hause zurück, um festzustellen, dass auch Fernseher und WLAN nicht funktionieren.
In der Nacht tauchen plötzlich George H. Scott (G.H.) und seine Tochter Ruth bei dem angemieteten Haus auf. Sie erklären, dass das Haus ihnen gehört und dass sie wegen eines Stromausfalls in der Stadt nach Long Island kommen mussten. Die Ehefrau ist auf einer Geschäftsreise in Marokko und soll am nächsten Tag zurückfliegen. Amanda ist misstrauisch, aber Clay erlaubt ihnen, die Nacht im Haus zu verbringen, nachdem G.H. ihnen einen Teil des Mietpreises erstattet.
Am Morgen entdeckt Amanda vier Eilmeldungen auf ihrem Smartphone, zwei über die Stromausfälle, eine Warnung über Hacker, die für die Ereignisse verantwortlich seien, und eine mit kryptischem Inhalt. Rose beobachtet, dass eine noch viel größere Gruppe von Rehen als zuvor auf das Grundstück kommt. Clay beschließt daraufhin, in die Stadt zu fahren, um Antworten auf die Ereignisse zu bekommen. Auf dem Weg verirrt er sich aber, weil sein GPS nicht funktioniert. Er fährt an einer verzweifelten Frau vorbei, die auf Spanisch um Hilfe bittet, lässt sie aber zurück. Plötzlich erscheint eine große Drohne, die Flugblätter in arabischer Sprache abwirft. G.H. beschließt, zum Haus seines Nachbarn zu gehen, das Haus liegt innen aber in Trümmern. Am nahe gelegenen Strand findet er eine Absturzstelle eines Flugzeugs mit verstreuten Leichen und abgetrennten Körperteilen. Kurz danach muss er vor einem weiteren Flugzeug fliehen, das an der gleichen Stelle auf den Strand stürzt. Inzwischen spricht Rose mit Archie über die Rehe und behauptet, dass die Tiere ihr etwas sagen wollten. Archie hat an Roses Aussagen aber kein Interesse, stattdessen beobachtet er Ruth am Pool. Auf Drängen von Rose gehen die beiden aber dann dem Phänomen der Rehe nach und stoßen auf einen Schuppen mit einem Haufen zerknitterter Blätter in der Ecke. Auf dem Rückweg zum Haus wird Archie von einer Zecke gebissen.
G.H. kehrt zum Haus zurück und lügt Ruth und Amanda zunächst über die Flugzeugabstürze am Strand an. Kurz darauf weiht G.H. Amanda aber in seine Erlebnisse ein und erzählt, dass er im Haus seines Nachbarn nicht dessen Satellitentelefon benutzen konnte, und vermutet, dass die Satelliten beschädigt worden sein müssen. Ein plötzliches schrilles Geräusch lähmt auf einmal alle Personen.
Nachdem das „Geräusch“ verstummt, stellt sich heraus, dass der bärtige Mann, den Amanda zuvor beim Großeinkauf von Wasser und Konserven gesehen hat, ein „Prepper“ und Handwerker namens Danny ist. Clay kehrt zurück und zeigt das Flugblatt, das abgeworfen wurde, wobei Archie einen Teil der arabischen Schrift als „Tod den Amerikanern“ übersetzen kann. Die Sanfords beschließen, zu Amandas Schwester nach New Jersey zu fahren, müssen aber feststellen, dass der Highway mit autonomen Autos verstopft wurde, die ineinander krachen, und sind gezwungen, zum Haus der Scotts zurückzukehren.
Später in der Nacht kommen sich G.H. und Amanda näher, weigern sich aber, ihre Ehepartner zu betrügen. G.H. erzählt Amanda, dass er durch Kontakte zu einem wichtigen Kunden aus der Rüstungsindustrie schon kurz vor dem Zusammenbruch wusste, dass etwas Schlimmes passieren wird. In der Zwischenzeit bittet Ruth Clay, mit ihr zu kiffen und stellt ihm provokante Fragen. Sie beobachten, wie ein Schwarm Flamingos im Pool landet.
Bei einem Gespräch zwischen G.H. und Ruth sprechen die beiden erstmals offen über deren Mutter, von der sie nun annehmen, dass sie verstorben ist. Am nächsten Morgen ist Rose verschwunden, und Archies Zähne beginnen auszufallen. Während Ruth und Amanda nach Rose suchen, bringt G.H. Clay und Archie zum Prepper Danny, um Medikamente zu besorgen, sodass sich die Handlung in zwei Szenen aufspaltet. Danny, der den Besuchern zunächst skeptisch gegenübersteht, vermutet, dass eine Mikrowellenwaffe Ursache für Archies ausfallende Zähne und den schmerzhaften Lärm ist. Nach einer längeren Auseinandersetzung beschließt Danny, Archie gegen Geld zu helfen und weist die Gruppe auf einen nahe gelegenen unterirdischen Bunker in der Nachbarschaft hin, der für den Weltuntergang vorbereitet sein soll. G.H. gesteht Clay, dass er weiß, was vor sich geht. Er erzählt von einem Plan seines Kunden zur Destabilisierung eines Staates. So soll das betroffene Land zunächst isoliert werden (Hackerangriffe und Ausschaltung der digitalen Infrastruktur), um danach die Bevölkerung zu verwirren und zu terrorisieren (Propaganda und die Mikrowellenwaffe). Die abschließende Phase sei dann ein Staatsstreich und ein Bürgerkrieg, der durch das Chaos entstehen soll. Auf der Suche nach Rose rettet Amanda währenddessen mithilfe von Geschrei Ruth davor, von einer Rehherde angegriffen zu werden. Kurz darauf sehen Amanda und Ruth, wie New York City von mehreren Bomben getroffen wird. Währenddessen zeigt sich, dass Rose in das Nachbarhaus eingedrungen ist und den Süßigkeitenvorrat geplündert hat. Als sie das Haus erkundet, findet sie den von Danny erwähnten Bunker, in dem ein Abhörgerät des Notfallalarmsystems enthüllt, dass sich die USA im Krieg mit abtrünnigen Streitkräften befinden, wobei der Verdacht besteht, dass nukleare Waffen von den Feinden verwendet werden. Sie findet eine DVD von Friends und sieht sich die letzte Folge an. Der Film endet mit der Intromusik der Serie.

## Produktion

### Literarische Vorlage und Filmstab
Der Film basiert auf dem Roman Leave the World Behind von Rumaan Alam. Dieser befand sich im Jahr 2020 unter den Finalisten beim National Book Award for Fiction. Ein Jahr später erschien unter dem Titel Inmitten der Nacht eine deutschsprachige Übersetzung von Eva Bonné im btb Verlag.
Regie führte Sam Esmail, der auch Alams Roman für den Film adaptierte. Zu seinen früheren Arbeiten gehören die Tragikomödie Comet von 2014, die Regie und die Drehbücher für die Mysteryserie Homecoming von 2018 und für die Fernsehserie Mr. Robot, die zwischen 2015 und 2019 bei USA Network und Prime Video gezeigt wurde.

### Besetzung und Dreharbeiten
Julia Roberts, die in Homecoming in der Hauptrolle zu sehen war, und Ethan Hawke spielen Amanda Sandford und ihren Mann Clay. Charlie Evans und Farrah Mackenzie spielen ihre Kinder Archie und Rose. Mahershala Ali und Myha’la Herrold sind in den Rollen von George und seiner Tochter Ruth Scott zu sehen, den Eigentümern der von ihnen angemieteten Ferienwohnung. Ursprünglich war Denzel Washington für die Rolle von George Scott vorgesehen. Kevin Bacon spielt Danny.
Die Dreharbeiten begannen im April 2022 in Long Island. Weitere Aufnahmen entstanden während eines dreitägigen Shootings an der Todd Road zwischen Katonah und Lewisboro im Bundesstaat New York. Als Kameramann fungierte Tod Campbell.
Der ehemalige US-amerikanische Präsident Barack und First Lady Michelle Obama waren durch ihr Medienunternehmen Higher Ground Productions als Executive Producer an der Produktion beteiligt.

### Synchronisation
Die deutsche Synchronisation entstand nach der Dialogregie von Kathrin Neusser im Auftrag der FFS Film- & Fernseh-Synchron GmbH in Berlin.

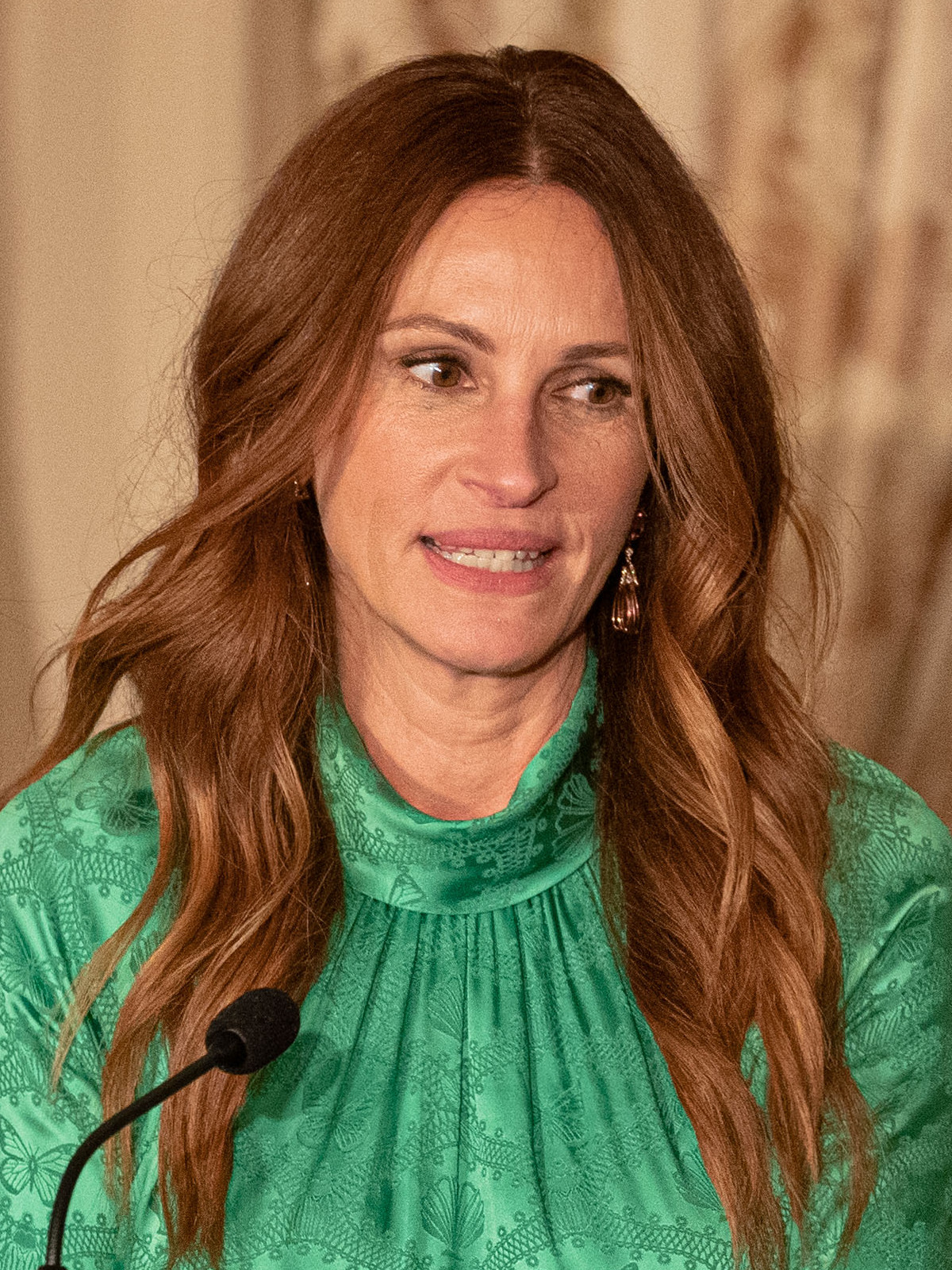
Julia Roberts spielte bereits in Sam Esmails Mysteryserie Homecoming die Hauptrolle

| Darsteller          | Synchronsprecher | Rolle           |
| ------------------- | ---------------- | --------------- |
| Julia Roberts       | Daniela Hoffmann | Amanda Sandford |
| Charlie Evans       | Oliver Szerkus   | Archie Sandford |
| Ethan Hawke         | Frank Schaff     | Clay Sandford   |
| Kevin Bacon         | Udo Schenk       | Danny           |
| Alexis Rae Forlenza | [stumm]          | Dannys Tochter  |
| Mahershala Ali      | Matti Klemm      | G.H.Scott       |
| Farrah Mackenzie    | Marie Düe        | Rose Sandford   |
| Myha’la Herrold     | Lea Kalbhenn     | Ruth Scott      |

### Filmmusik und Veröffentlichung
Die Filmmusik komponierte Mac Quayle, der ebenfalls bereits für Mr. Robot tätig war. Für den Film komponierte Mac Quayle eine Originalmusik, die sich aus neun Noten konstituiert und von dem französischen Komponisten Olivier Messiaen und dessen Messiaen-Tonarten, insbesondere Modus 3, inspiriert wurde. Quayle beschrieb den kreativen Prozess wie folgt: "Ich begann, mit den Tonarten zu experimentieren, und stellte fest, dass der Modus 3, der im Grunde eine Tonleiter ist, ein bemerkenswertes harmonisches Gefühl erzeugte." Weiter führte er aus: „Ich kam auf die Idee, den gesamten Film in diesem einen Modus zu gestalten. Ich war mir nicht sicher, ob diese Entscheidung durch den gesamten Film Bestand haben würde, aber sie hat sich als tragfähig erwiesen.“ Das Soundtrack-Album mit insgesamt 17 Musikstücken wurde am 8. Dezember 2023 von Netflix Music als Download veröffentlicht.
Der Film feierte am 25. Oktober 2023 beim AFI Fest seine Premiere, wo er als Eröffnungsfilm gezeigt wurde. Am 22. November 2023 kam der Film in ausgewählte US-Kinos. Am 8. Dezember 2023 wurde Leave the World Behind weltweit in das Programm von Netflix aufgenommen. In den USA erhielt der Film von der MPAA ein R-Rating, was einer Freigabe ab 17 Jahren entspricht.

## Rezeption

### Kritiken

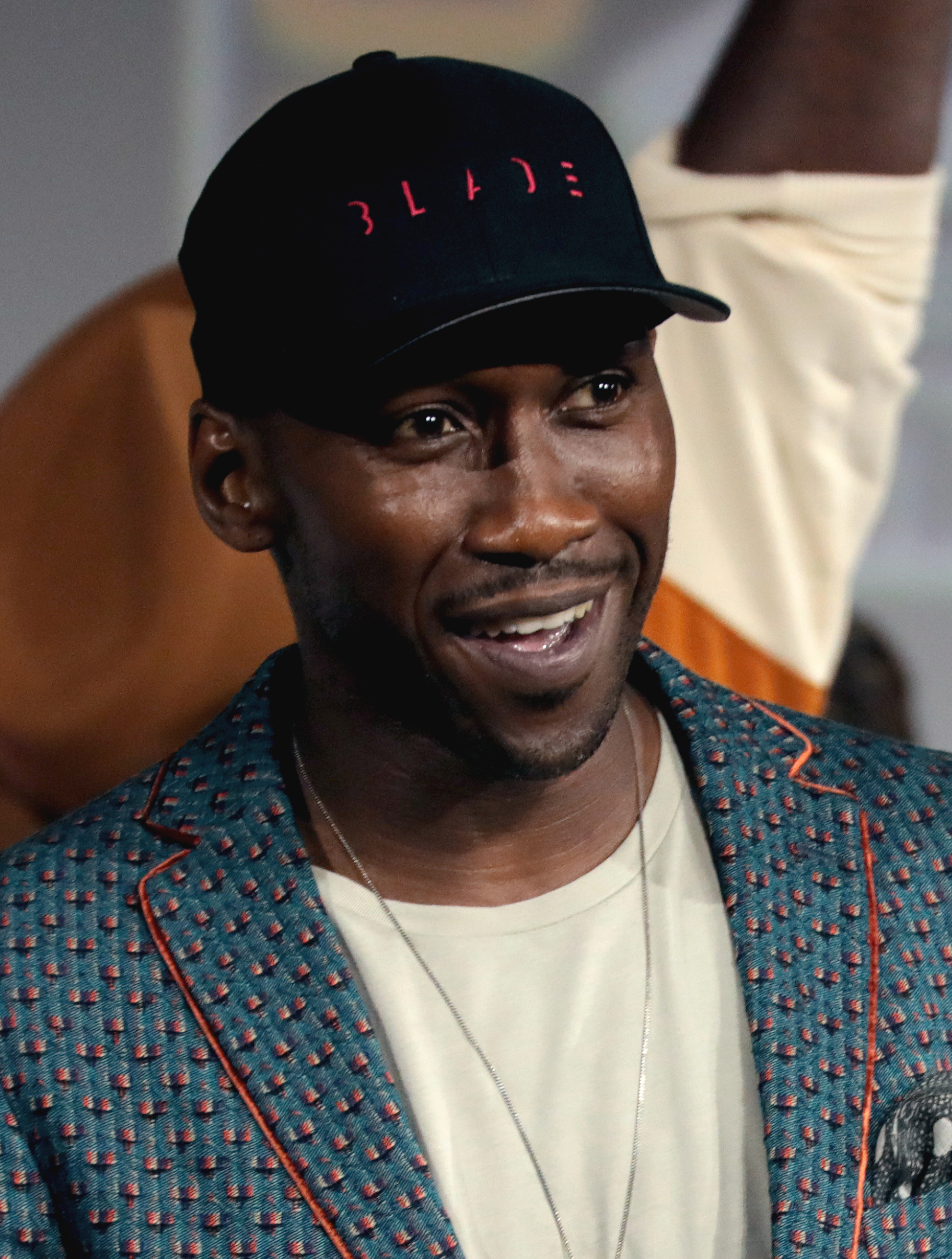
Mahershala Ali spielt G.H.

Auf der Website Rotten Tomatoes erhielt der Film bei Kritikern eine Zustimmungsrate von 75 Prozent. Dies führte zu einer Durchschnittswertung von 6,8 von 10 möglichen Punkten. Das Fazit der Seite lautet, dass es sich bei Esmails Regiearbeit um einen „außergewöhnlich gut gespielten apokalyptischen Thriller“ handle, „der den Zuschauer trotz seines gemächlichen Tempos und seiner etwas simplen Botschaft immer wieder in seinen Bann“ ziehe. Auf der Website Metacritic erhielt Leave the World Behind einen Metascore von 68 von 100 möglichen Punkten.
Barbara Schweizerhof schreibt in ihrer Kritik für epd Film, die Gewalt, die sonst in Dystopien so lustvoll ausagiert wird, werde hier in ihren Vorstufen beobachtet, in kleinen Momenten von Vorurteil und Skepsis, von Misstrauen und Enttäuschung. Dank eines tollen Ensembles sei das spannender als jedes Zombie-Battle. Viel mehr passiere eigentlich nicht, vielmehr konzentriere sich der Film auf den Prozess der ersten Stunden und Tage, in denen es Amandas Familie in eine unfreiwillige Schicksalsgemeinschaft mit G.H. und Ruth verschlägt, während um sie herum die Welt untergeht, sie aber nicht wissen, wie und warum.

### Abrufzahlen
In der ersten Woche  verzeichnete Leave the World Behind  41,7 Millionen Views (98,7 Millionen Stunden) und landete damit auf Platz 1 der Netflix-Charts. Unter den stärksten ersten Zahlen erreichte der Film hierbei Rang zwölf. In der darauffolgenden Woche erreichte der Film mit 44,9 Millionen Views ebenfalls Platz 1. Ende Januar 2024 gelang dem Film der Einstieg in die All-Time Top 10 Movies von Netflix.

### Auszeichnungen
People’s Choice Awards 2024
- Nominierung als Bestes Filmdrama
- Nominierung als Beste Darstellerin (Julia Roberts)
- Nominierung als Beste Darstellerin in einem Filmdrama (Julia Roberts)[19]

Set Decorators Society of America Awards 2023
- Nominierung in der Kategorie Décor/Design Of A Contemporary Feature Film[20]